# Jovan Krneta
Jovan Krneta, cyr.: Јован Крнета (ur. 4 maja 1992 w Belgradzie, Jugosławia) – serbski piłkarz grający na pozycji obrońcy, zawodnik Zirə Baku.

## Życiorys

### Kariera klubowa
Wychowanek serbskiego klubu FK Partizan z Super liga Srbije, w barwach którego rozpoczął karierę piłkarską w 2010. Nie przebił się do podstawowej jedenastki Partizanu, dlatego był wypożyczony do FK Teleoptik z Prva liga Srbije. W styczniu 2011 przeniósł się do lokalnego rywala FK Crvena zvezda, kwota odstępnego 25 tys. euro. Dla pozyskania więcej czasu na boisku został wypożyczony do miejscowego FK Sopot. 21 sierpnia 2014 został sprzedany do FK Radnički 1923 Kragujevac, bez odstępnego. Podczas przerwy zimowej sezonu 2014/15 zasilił skład ukraińskiego klubu Czornomoreć Odessa z Premier-liha. Po zakończeniu sezonu 2014/2015 opuścił odeski klub. W latach 2015–2018 był zawodnikiem azerskiego klubu Zirə Baku z Azərbaycan Premyer Liqası, bez odstępnego. Następnie występował w greckim zespole APO Lewadiakos z Superleague Ellada, bez odstępnego.
21 stycznia 2020 podpisał kontrakt z azerskim klubem Zirə Baku, umowa do 30 czerwca 2020.

### Kariera reprezentacyjna
W 2011 był reprezentantem Serbii w kategorii wiekowej U-19, zagrał w dwóch meczach.

## Sukcesy

### Klubowe
FK Partizan
- Zwycięzca Super liga Srbije: 2009/2010

FK Crvena zvezda
- Zwycięzca Super liga Srbije: 2013/2014
- Zdobywca drugiego miejsca Super liga Srbije: 2011/2012, 2012/2013
- Zwycięzca Kup Srbije u fudbalu: 2011/2012

Zirə Baku
- Zdobywca drugiego miejsca Azərbaycan Premyer Liqası: 2015/2016